# Boross-kormány
A Boross-kormány 1993. december 21-én, Antall József miniszterelnök halála után alakult meg Boross Péter addigi belügyminiszter vezetésével (Antall halála – december 12. – és a kinevezés – december 21. – között Boross Péter ügyvezető miniszterelnök volt). Az Antall-kormány koalíciója fennmaradt, a tárcákat a miniszterelnökké előlépő Boross Pétert váltó Kónya Imrén kívül valamennyi esetben az Antall-kormány tagjai vezették tovább. Emiatt is nevezik sok helyen a rendszerváltás utáni első kormányt Antall–Boross-kormánynak. A kormány 1994. július 15-én adta át helyét a Horn Gyula vezette kormánynak.

## A kormány tagjai
| Név                                                                       | Hivatal kezdete    | Hivatal vége     | Párt           | Megjegyzés     |
| Miniszterelnök                                                            | Miniszterelnök     | Miniszterelnök   | Miniszterelnök | Miniszterelnök |
| ------------------------------------------------------------------------- | ------------------ | ---------------- | -------------- | -------------- |
| Boross Péter                                                              | 1993. december 21. | 1994. július 15. | MDF            |                |
| Belügyminiszter                                                           |                    |                  |                |                |
| Kónya Imre                                                                | 1993. december 21. | 1994. július 15. | MDF            |                |
| Külügyminiszter                                                           |                    |                  |                |                |
| Jeszenszky Géza                                                           | 1993. december 21. | 1994. július 15. | MDF            |                |
| Pénzügyminiszter                                                          |                    |                  |                |                |
| Szabó Iván                                                                | 1993. december 21. | 1994. július 15. | MDF            |                |
| Ipari és kereskedelmi miniszter                                           |                    |                  |                |                |
| Latorcai János                                                            | 1993. december 21. | 1994. július 15. | KDNP           |                |
| Földművelésügyi miniszter                                                 |                    |                  |                |                |
| Szabó János                                                               | 1993. december 21. | 1994. július 15. | EKgP           |                |
| Igazságügy-miniszter                                                      |                    |                  |                |                |
| Balsai István                                                             | 1993. december 21. | 1994. július 15. | MDF            |                |
| Népjóléti miniszter                                                       |                    |                  |                |                |
| Surján László                                                             | 1993. december 21. | 1994. július 15. | KDNP           |                |
| Művelődési és közoktatási miniszter                                       |                    |                  |                |                |
| Mádl Ferenc                                                               | 1993. december 21. | 1994. július 15. | pártonkívüli   |                |
| Munkaügyi miniszter                                                       |                    |                  |                |                |
| Kiss Gyula                                                                | 1993. december 21. | 1994. július 15. | EKgP           |                |
| Honvédelmi miniszter                                                      |                    |                  |                |                |
| Für Lajos                                                                 | 1993. december 21. | 1994. július 15. | MDF            |                |
| Környezetvédelmi és vízügyi miniszter                                     |                    |                  |                |                |
| Gyurkó János                                                              | 1993. december 21. | 1994. július 15. | MDF            |                |
| Közlekedési, hírközlési és vízügyi miniszter                              |                    |                  |                |                |
| Schamschula György                                                        | 1993. december 21. | 1994. július 15. | MDF            |                |
| Nemzetközi gazdasági kapcsolatok minisztere                               |                    |                  |                |                |
| Kádár Béla                                                                | 1993. december 21. | 1994. július 15. | MDF            |                |
| A titkosszolgálatokért felelős tárcanélküli miniszter                     |                    |                  |                |                |
| Füzessy Tibor                                                             | 1993. december 21. | 1994. július 15. | KDNP           |                |
| Kárpótlásért felelős tárcanélküli miniszter                               |                    |                  |                |                |
| Nagy Ferenc József                                                        | 1993. december 21. | 1994. július 15. | EKgP           |                |
| Az Országos Műszaki Fejlesztési Bizottságot vezető tárcanélküli miniszter |                    |                  |                |                |
| Pungor Ernő                                                               | 1993. december 21. | 1994. július 15. | pártonkívüli   |                |
| Privatizációért felelős tárcanélküli miniszter                            |                    |                  |                |                |
| Szabó Tamás                                                               | 1993. december 21. | 1994. július 15. | MDF            |                |